# Gran Loggia d'Italia degli Alam
La Gran Loggia d'Italia degli ALAM (Antichi Liberi Accettati Muratori), abbreviato in GLDI, è nata in Italia nel 1910, con la denominazione originaria di Serenissima Gran Loggia d'Italia.
È la più grande obbedienza massonica italiana mista, quindi con pari dignità per uomini e donne sebbene a oggi non abbia mai avuto un Gran Maestro donna. È stata fondata da un gruppo di appartenenti al Rito Scozzese Antico e Accettato, usciti dal Grande Oriente d'Italia nel 1908. Anche se la fondazione ufficiale avviene nel 1910, tradizionalmente la sua nascita viene collocata nel 1908 anno della scissione. La sua sede storica fu in piazza del Gesù 47, a Roma; attualmente ha sede in Roma a Palazzo Vitelleschi, via San Nicola de' Cesarini 3.

## Storia

Il poeta Gabriele D'Annunzio, elevato al 33º grado del Rito scozzese dalla Gran loggia di piazza del Gesù

### Le origini
Le origini della Gran Loggia d'Italia traggono le mosse dallo scisma dal Grande Oriente d'Italia (24 giugno 1908) di un notevole numero di massoni, appartenenti al Rito scozzese antico e accettato, guidati dall'allora Sovrano Gran Commendatore Saverio Fera.
Le ragioni dello scisma sono state essenzialmente di natura politica: il GOI, dopo l'elezione a Gran maestro di Ettore Ferrari, perseguiva un orientamento di carattere radicale ed anticlericale mentre i fuoriusciti di Piazza del Gesù avevano un approccio più conciliante con la Chiesa cattolica e, in genere, più conservatore.
Il casus belli fu una proposta di censura, avanzata da Ettore Ferrari nel corso della gran loggia annuale del GOI, all'indirizzo di quei parlamentari aderenti alla massoneria che si erano rifiutati di votare alla Camera dei deputati la mozione del socialista gradualista Leonida Bissolati, anch'egli massone, volta ad abolire l'insegnamento della religione nella scuola elementare.
Il Sovrano gran commendatore in pectore del Rito scozzese, Saverio Fera, forte oppositore della politicizzazione forzata perseguita da Ferrari all'interno dell'obbedienza, pose il veto formale contro la proposta di censura.
La frattura che ne seguì all'interno dell'obbedienza fu insanabile, e il 26 giugno 1908, a seguito dell'elezione di Achille Ballori, membro del Supremo consiglio vicino a Ferrari, a Sovrano Gran Commendatore del Rito scozzese, Saverio Fera dichiarò risolte le costituzioni del 1906 e sciolto il rapporto con Grande Oriente d'Italia.
Il 13 luglio il Gran maestro del GOI, Ettore Ferrari, espulse Fera e tutti i massoni del Supremo consiglio a lui vicini.
Solo nove logge del GOI seguirono Saverio Fera nella costituzione della Serenissima Gran Loggia d'Italia, ma nel giro di un anno la nuova obbedienza ne contava già cinquanta.
Questa tendenza proseguì negli anni successivi, soprattutto al sud, dove la Gran Loggia d'Italia superò, per numero di aderenti, il Grande Oriente.
Nel 1912 la Gran Loggia d'Italia ottenne, inoltre, il riconoscimento internazionale della Conferenza mondiale dei supremi consigli di Rito scozzese antico ed accettato, che ne accrebbe il prestigio e la credibilità in Italia.
Saverio Fera, morì nel 1915; dopo la sua morte, anche a seguito della guerra ormai in corso, l'obbedienza pur continuando i suoi lavori, ebbe un periodo di passaggio tra vari Gran Maestri, fino al 1919, anno in cui venne eletto Raoul Vittorio Palermi, che rimase in carica fino al 1925.

### Il primo dopoguerra e l'avvento del fascismo
Il 29 dicembre 1915 morì Saverio Fera, fondatore della Gran Loggia, al quale successe Leonardo Ricciardini, affiancato da Raoul Palermi alla guida del Supremo consiglio.
La maestranza di Ricciardini fu funestata sia dagli eventi della prima guerra mondiale e dalla crisi che ne conseguì, sia per il rientro di numerose logge della nuova obbedienza all'interno del GOI. Nel 1918 la Gran Loggia d'Italia contava sessanta logge e 5.000 fratelli.
Nello stesso anno, fu eletto Gran maestro William Burguess che però rassegnò le dimissioni il 23 marzo 1919 spianando di fatto la strada per l'elezione di Raoul Palermi alla guida della Gran Loggia.
Sotto la maestranza di Palermi l'obbedienza di Piazza del Gesù conobbe una nuova crescita che la portò a contare 14.000 iscritti nel 1921.

I quadrumviri del fascismo accompagnano Benito Mussolini. Erano tutti affiliati alla Gran Loggia di piazza del Gesù.

Il 19 maggio 1922 la Gran Loggia d'Italia fu invitata a Losanna alla Conferenza mondiale dei supremi consigli di rito scozzese, a scapito del Grande Oriente d'Italia.
Questo nuovo riconoscimento si tradusse in un vero e proprio trionfo per il Palermi il quale, galvanizzato dal successo ottenuto a Losanna, rimarcò il suo filo-fascismo plaudendo alla Marcia su Roma e inviando un telegramma ufficiale con il quale augurava il successo al neonato Governo Mussolini.
L'appoggio della comunione massonica di Piazza del Gesù alla presa del potere da parte di Mussolini non fu una mera dichiarazione di cortesia. Lo storico statunitense Peter Tompkins nel volume “Dalle carte segrete del Duce”, (2001), ha evidenziato che tutti e quattro i “quadrumviri” della Marcia su Roma (Italo Balbo, Michele Bianchi, Cesare Maria De Vecchi e Emilio De Bono) appartenevano alla Gran Loggia d'Italia; alla stessa comunione appartenevano anche altri importanti gerarchi quali Arnaldo Mussolini, Roberto Farinacci, Amerigo Dumini, Cesare Rossi, Giacomo Acerbo, Giovanni Marinelli e Giuseppe Bottai. Tompkins ha appurato anche che 72 ore prima della Marcia su Roma, alla Stazione Termini, Mussolini si incontrò con Raoul Palermi, il quale si sarebbe messo a piena disposizione del futuro capo del Governo, impegnandosi ad influire sullo stesso Vittorio Emanuele III, che Tompkins definisce “massone segreto della loggia di Piazza del Gesù”. Inoltre, Tompkins aderisce alla tesi secondo cui Giacomo Matteotti sarebbe stato assassinato, oltre che per l'incisiva denuncia delle irregolarità e delle violenze compiute dai fascisti nelle elezioni politiche del 1924, anche perché in possesso di documenti attestanti le tangenti versate dalla compagnia petrolifera Sinclair Oil Company ai ministri Gabriello Carnazza e Orso Maria Corbino, entrambi massoni di Piazza del Gesù e allo stesso Benito Mussolini.
Tuttavia, nonostante l'appoggio di Palermi, molti templi della Gran Loggia d'Italia furono devastati dagli squadristi fascisti. Il 23 novembre 1925, a seguito dell'ostracismo del regime e della nuova legislazione che vietava ogni forma di associazionismo massonico, la Gran Loggia d'Italia fu prima messa in sonno e poi sciolta un anno dopo. Raoul Palermi cercò di creare un surrogato della massoneria di Piazza del Gesù, costituendo l'Ordine nazionale di cultura e beneficenza San Giovanni di Scozia, ma la nuova associazione naufragò dopo pochi anni.
A proposito di Palermi, Valentino di Fabio, Gran Maestro della Federazione italiana Le Droit Humain avrebbe poi scritto in una sua relazione del 1946 al Supremo Consiglio di Parigi e pubblicata l'anno successivo: "Tenne a battesimo il fascismo, non già per consigliarlo, ma con la speranza di distruggere tutte le altre istituzioni concorrenti e rimanere solo. Abolì il segreto, cambiò la formula del giuramento, fece ammissioni in massa, vendette gradi, finse riunioni del Supremo Consiglio non mai tenute; gabellò come regolarmente prese alcune sue deliberazioni e dichiarazioni di principio, in circolari di devozione al fascismo, di riconoscimento delle sue gerarchie, presentò una serie di provvedimenti che ottennero persino il consenso di Mussolini, ma provocarono ribellioni aperte di Logge e di altissimi gradi, uno dei quali nel marzo 1923 scrisse testualmente: «La nostra famiglia si disgrega non già per l'opposizione al fascismo, ma per l'azione del Palermi. Egli ha tradito gli ideali supremi. Il Rito e le Logge sono in piena ribellione contro l'inaudita viltà e malafede di quest'uomo». Insomma ridusse la Massoneria a una sezione di partito politico - scrive ancora Di Fabio - e avendo le sue Logge subito destino comune, simulò il suicidio, e in seguito secondo voci sempre più insistenti e distinte fu accusato di essere entrato a servizio di spionaggio politico (O.V.R.A.). I più non ci credemmo. Ripugnava alla nostra coscienza. E quando con orrore leggemmo il nome con la sua qualità e l'attribuzioni nella lista resa ufficialmente pubblica cercammo invano tutte le ragioni per scagionarlo. E ancor oggi che per dovere di storico imparziale debbo parlarne, mi si stringe il cuore".
Per quanto riguarda gli eventi del 25 luglio 1943, relativi alla messa in minoranza di Mussolini nel Gran Consiglio del fascismo e il suo successivo arresto, sarebbe stato determinante – secondo Tompkins – il vincolo massonico derivante dall'iniziazione alla Gran Loggia d'Italia, che legava ancora dodici dei diciannove consiglieri contrari a Mussolini: non a caso la vicenda si concluse con il conferimento dell'incarico di Capo del governo al massone non dichiarato Pietro Badoglio, da parte del massone segreto di Piazza del Gesù Vittorio Emanuele III.

### Il secondo dopoguerra e la difficile rinascita
La massoneria di Piazza del Gesù si risvegliò dal lungo sonno del ventennio il 4 dicembre 1943 quando, in casa di Salvatore Farina, fu ricostituito il Supremo consiglio del Rito scozzese antico e accettato per l'Italia, a capo del quale fu eletto l'avvocato Carlo De Cantellis, mentre Farina fu nominato Luogotenente.
Il 4 giugno 1944, a seguito della Liberazione di Roma da parte degli alleati, il Supremo consiglio si dimise su spinta dell'ex Gran maestro Raoul Palermi.
Successivamente alle vicissitudini del Supremo consiglio, De Cantellis entrò in aperta polemica con Palermi, fondando un suo gruppo.
Nei mesi successivi la Gran loggia di Piazza del Gesù venne funestata da una serie di scissioni e ricongiungimenti, polemiche e accuse che ne logorarono il già esiguo tessuto sociale.
Palermi respinse sdegnato ogni accusa, autodefinendosi "martire della patria", "antifascista" e "partigiano".
Nel 1946, a seguito del ritiro dell'ultraottantenne Palermi, venne eletto alla guida dell'obbedienza Pietro Di Giunta il quale, a causa di gravi problemi di salute, cedette il comando della Gran loggia prima a Prodam e in seguito a Giulio Cesare Terzani.
La maestranza di Terzani durò fino al 1949, quando Domenico Franzoni venne eletto Sovrano gran commendatore, mentre Ernesto Villa fu nominato Gran maestro.
È importante evidenziare come, all'indomani della seconda guerra mondiale, la Gran Loggia d'Italia si ritrovò a dover affrontare da sola la propria ricostituzione, con tutte le problematiche economiche ed organizzative che ne conseguirono.
L'aperto filofascismo espresso dall'allora Gran maestro, Raoul Palermi, impedì all'obbedienza di Piazza del Gesù di agganciarsi alla massoneria statunitense, che preferì sostenere il Grande Oriente d'Italia.
Ancora nella sua relazione già citata in questa voce, Valentino di Fabio scrive sulla ripresa della Gran Loggia d'Italia nel primo dopoguerra (1946): "Nessuna notizia ci è pervenuta da via della Mercede, prosecutrice di Piazza del Gesù, ad onta di nostro regolare invito. Certo che tutta questa Sezione massonica, fatta di numerosi rami risente della condotta e degli atti del Palermi: perché laddove dappertutto si è cercata l'Unità cui parecchi hanno, come ho detto, sacrificato se stessi, qui si è preferita la «divisione». Il Palermi, novello Saturno, partorì un numero stragrande di Sovrani Gran Commendatori [...] che poi tentò di rimangiarsi. Abdicò a favore di Scervini, di De Cantellis, di Barba, si fece prendere la mano da Messineo, che recentemente ha ripreso un posto, non invidiabile, non bello, nella cronaca nera. Ognuno di essi, credendosi il vero Unto del Signore, si diede ad iniziare, organizzare, benedire o scomunicare e a far pettegolezzi fra il pubblico profano, per la mura, sui quotidiani e persino nei Tribunali civili, portando in giro le proprie miserie e i segreti che si è tenuti per giuramenti a non rivelare a chicchessia. Questo esempio fu largamente imitato da apprendisti e profani [...] furono creati circoli e circoletti indipendenti, imposero tasse, riscossero denaro, si attribuirono e attribuirono gradi, e rivestiti di ricchi paludamenti, si diedero, da autentici guitti, a recitare la farsa delle forme esteriori della Massoneria, a farsi fotografare nella più svariate pose, e spesso a scivolare nel codice, donde il convincimento che la Massoneria si è demolita da sé, non già per mancanza di contenuto, o per lotta di idee, ma per questo enorme numero di farisei; e che se vuole salvarsi è dentro di sé che deve ritrovare le forze sane".

### Gli anni '50 e l'iniziazione femminile
Domenico Franzoni ed Ernesto Villa, rispettivamente Sovrano gran commendatore e Gran maestro, furono costretti alle dimissioni nel 1951, sostituiti pro tempore dal Luogotenente sovrano gran commendatore Ermanno Gatto e dal vicario Romano Battaglia.
Sotto la guida di Ermanno Gatto e Romano Battaglia, vengono introdotte numerose novità dell'ordinamento dell'obbedienza, come la nomina diretta da parte del Sovrano gran commendatore di ispettori provinciali direttamente dipendenti dal governo centrale dell'ordine e la costituzione di una commissione politica.
Ma l'atto più importante fu quello preso nell'inverno del 1955, aprendo, su suggerimento del nuovo Gran Maestro Tito Ceccherini, l'obbedienza alle donne e dando alla Gran Loggia d'Italia l'assetto odierno. L'ammissione delle donne è in contrasto con quanto stabilito dalle Costituzioni di Anderson del 1723.
Per quanto riguarda l'Italia nel suo insieme, le donne venivano iniziate nel Droit Humain già dal 1904 con la sua prima loggia a Roma, la n.16, e dal 1916 come Federazione nazionale.
L'artefice dell'iniziazione femminile all'interno della Gran Loggia d'Italia, Tito Ceccherini, fu anche artefice della nuova stagione di rapporti internazionali della Gran Loggia d'Italia con numerose potenze straniere.
Presto, però, la figura di Ceccherini fu offuscata dal suo rigido decisionismo e dalla crisi finanziaria che colpì l'obbedienza di Piazza del Gesù.
Nonostante i tentativi del Sovrano gran commendatore del Rito scozzese, Riccardo Granata, il dissenso in seno al gruppo dirigente della Gran Loggia d'Italia portò alla crisi della maestranza di Ceccherini, costretto alle dimissioni nel 1961.

### Gli anni '60 e la maestranza di Giovanni Ghinazzi
A seguito delle burrascose dimissioni di Ceccherini, fu nominato reggente della Gran Loggia d'Italia Giovanni Ghinazzi.
Il 4 aprile 1962, però, Ceccherini invia ai dirigenti dell'obbedienza una lettera con la quale sconfessa l'accettazione delle sue dimissioni da parte della Giunta centrale della Gran Loggia d'Italia ritenendosi, di conseguenza, ancora il legittimo Gran Maestro in carica e decreta l'espulsione del Gran Maestro Ghinazzi. Il 22 maggio dello stesso anno, Ceccherini riprende posto nella sede nazionale dell'obbedienza, inviando una lettera a tutti i dirigenti, nazionali e locali, con la quale annuncia la sua ripresa dei pieni poteri di Gran Maestro e scrivendo quanto avvenuto al Sovrano gran commendatore del Rito scozzese, Riccardo Granata, il quale risponde alla lettera del Ceccherini dicendo che, visto il suo alto grado, Ghinazzi doveva essere giudicato, ed eventualmente espulso, solo dal Supremo Consiglio del Rito.
Nella riunione del Supremo Consiglio, il Sovrano Gran Commendatore Granata non soltanto sconfessò l'operato di Ceccherini, ma riconobbe in Giovanni Ghinazzi l'unico e legittimo Gran Maestro della Gran Loggia d'Italia degli ALAM.
A seguito del responso del supremo consiglio, Tito Ceccherini fondò, assieme ad un ristretto gruppo di fedelissimi, una nuova Serenissima Gran Loggia Italiana, con a capo del Rito Scozzese, il principe Giovanni Alliata Di Montereale.
Nel mese di giugno del 1962 la Gran Loggia d'Italia, guidata da Giovanni Ghinazzi, si trasferisce nella sua sede attuale, presso Palazzo Vitelleschi, nel cuore di Roma.
Contemporaneamente la Gran Loggia d'Italia entra nel C.L.I.P.S.A.S. (Centro di raccordo e informazione delle potenze massoniche firmatarie dell'appello di Strasburgo), organizzazione massonica internazionale nata su iniziativa del Grande Oriente del Belgio.
Nel 1971, alcuni maestri venerabili sollevarono il problema dell'elezione del Sovrano Gran Commendatore del rito a Gran Maestro dell'Ordine.
Ghinazzi istituì una commissione di studi approvata il 1º dicembre 1984 dall'assemblea della Gran Loggia e che portò all'unificazione delle cariche di Sovrano Gran Commendatore del Rito Scozzese e di Gran Maestro della Gran Loggia. A seguito di questa unificazione fu uniformato anche il sistema dei gradi, che divenne un unicum armonico dal 1º al 33º grado.
Il 14 novembre 1986, Giovanni Ghinazzi muore lasciando dietro di sé una Gran Loggia rinnovata e rinvigorita nel numero di aderenti e nel peso e riconoscimento internazionale con rapporti di amicizia importanti come quello con il Grande Oriente di Francia e la Gran Loggia del Belgio.

## Caratteristiche generali
Aderiscono alla Gran Loggia d'Italia circa 7.500 affiliati, distribuiti al 2019 in circa 500 logge (che erano 400 secondo il rapporto Rapporto Italia 2008 dell'Eurispes), in tutta Italia ed in alcune giurisdizioni estere come Regno Unito, Canada, Libano, Romania e Stati Uniti d'America; in Italia vi sono 140 sedi. La maggiore differenza con altre obbedienze, tra cui il GOI, sta nel fatto che si tratta di una obbedienza a carattere misto in cui, con pari dignità, responsabilità e valore iniziatico, sono accettate ed iniziate anche le donne, caratteristica comune con l'Ordine internazionale de Le Droit Humain che per primo ha introdotto la donna in massoneria nel mondo, nel 1893, e in Italia nel 1904. Inoltre la Gran Loggia d'Italia degli ALAM pratica esclusivamente il Rito Scozzese Antico ed Accettato. Il rito scozzese è considerato un continuum unico, dal 1º al 33º grado, e nella Gran Loggia d'Italia degli ALAM la figura del Gran Maestro, che presiede i primi tre gradi e quella del Sovrano Gran Commendatore, che presiede i gradi dal quarto al trentatreesimo, sono riunite sotto un'unica persona, mentre in obbedienze che praticano più riti sono solitamente distinte, come distinti sono i percorsi dei riti stessi.

## Le gran maestranze più recenti

### Le gran maestranze Canova e Franchi

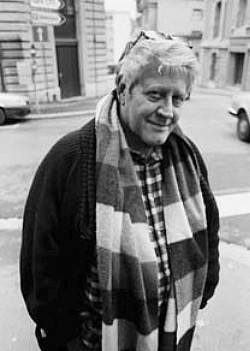
Hugo Pratt nel 1989, anno in cui entrò negli alti gradi del Rito scozzese antico e accettato

Dopo la morte di Giovanni Ghinazzi, fu eletto Sovrano gran commendatore Gran maestro il commercialista bolognese Renzo Canova, affiancato dal Luogotenente Giuseppe Riservato. Il nuovo capo della massoneria di Piazza del Gesù sentì subito l'esigenza di aprire la Gran loggia al mondo esterno; inoltre portò avanti un accurato lavoro di riorganizzazione interna dell'Obbedienza. Fu, inoltre, promotore della rivista ufficiale della Gran Loggia d'Italia, "Officinae", che iniziò le pubblicazioni nel 1989.
Canova fu riconfermato fino al 1995, anno in cui fu eletto alla guida della Gran Loggia d'Italia il pisano Franco Franchi (1926-2002), medico endocrinologo e professore universitario. Nel 2003, Renzo Canova, insieme a nove Membri Effettivi del Supremo Consiglio, tutti di lunga militanza massonica con importanti cariche rivestite in seno all’Obbedienza, si dimisero e fondarono una nuova obbedienza, il Supremo Consiglio d'Italia e San Marino, con lo scopo di dar vita ad un organismo massonico secondo i principi originari dello Scozzesismo.
La gran maestranza di Franchi fu caratterizzata da una nuova spinta verso il mondo esterno: si scelse collaboratori nuovi, giovani, che portarono una ventata di novità all'obbedienza. A Firenze, per esempio, si avvalse di un ispettore provinciale che, per primo, seppur con la dovuta riservatezza, aprì la storica sede di Borgo Pinti ai profani, con iniziative culturali e politiche, tanto che molti chiamarono quel periodo "la primavera fiorentina". Franchi promosse altresì dibattiti ed iniziative pubbliche, anche a livello internazionale, ed improntò la sua gran maestranza ad una più fitta rete di rapporti con le principali obbedienze europee ed extraeuropee. Questa nuova rete di rapporti internazionali portò, il 4 dicembre 1998, all'ingresso della Gran Loggia d'Italia nel S.I.M.P.A. (Secretariat International Maçonnique des Puissances Adogmatiques, Segretariato internazionale delle potenze massoniche adogmatiche). Un'altra importante iniziativa di Franchi fu quella di limitare ad un massimo di due i mandati che ogni Gran Maestro poteva svolgere.
Alla gran maestranza di Franco Franchi si deve anche la nascita dell'Unione massonica del Mediterraneo, fondata nel 2001, che vede la Gran Loggia d'Italia come coordinatore unico permanente, ed alla quale aderiscono il Grande Oriente di Francia, la Gran Loggia Simbolica di Spagna, il Grande Oriente di Grecia, l'Ordine Massonico Internazionale "Delphi", la Gran Loggia Centrale del Libano, la Gran Loggia dei Cedri, la Gran Loggia liberale di Turchia e la Gran Loggia del Marocco.

### La gran maestranza Danesin
Nel dicembre del 2001 il veneziano Luigi Danesin fu eletto Sovrano gran commendatore e Gran maestro, succedendo a Franco Franchi alla guida dell'Obbedienza di Piazza del Gesù.

Luigi Danesin è stato riconfermato per il suo secondo mandato fino alla fine del 2007. Durante la maestranza di Danesin, la Gran Loggia d'Italia ha celebrato il duecentesimo anniversario della fondazione del Supremo consiglio d'Italia del Rito scozzese antico ed accettato e nel 2007 i duecento anni della nascita di Giuseppe Garibaldi, già Gran maestro della massoneria italiana e membro del Supremo consiglio.
Grazie all'attività di raccordo e ai rapporti internazionali portati avanti dallo stesso Luigi Danesin, il 27 maggio 2007 è stata siglata la "Dichiarazione di Roma", con la quale 24 supremi consigli di Rito scozzese provenienti da tutto il mondo sanciscono una unità d'intenti sullo sviluppo della massoneria scozzese a livello internazionale.

### La gran maestranza Pruneti
Il 1º dicembre 2007 è stato eletto come nuovo Sovrano gran commendatore Gran maestro il fiorentino Luigi Pruneti, rieletto poi per il triennio successivo, giornalista, scrittore e docente di materie umanistiche, già direttore del trimestrale Officinae.
La gran maestranza Pruneti, già dal suo inizio, è stata caratterizzata da elementi di grande democrazia interna; Pruneti ha infatti posto dei limiti ai poteri del Gran maestro stesso, tanto che, pur restando egli ovviamente il capo della comunione ed il suo rappresentante verso l'esterno, ogni sua disposizione verrà sottoposta alla ratifica dal Gran consiglio dell'Ordine, cosa che fino ad oggi avveniva solo per le decisioni più importanti. Ha inoltre limitato al minimo indispensabile le normali prerogative del Gran maestro durante gli ultimi mesi di mandato, in modo da garantire la massima trasparenza per le elezioni future.
In vista di una sempre maggiore apertura verso l'esterno, già perseguita dai suoi predecessori, ha ribadito la richiesta ai rappresentanti locali (delegati magistrali regionali, ispettori provinciali), di organizzare, laddove possibile, eventi aperti al pubblico.
Per quanto riguarda i rapporti internazionali, Luigi Pruneti ha già stipulato, nel corso del suo mandato, importanti trattati di amicizia, come quelli con il Grande Oriente di Francia, il Grande Oriente della Grecia, la Gran Loggia mista di Francia, la Gran Loggia di Francia, il Grande Oriente del Belgio, ed altre importanti e storiche obbedienze europee, oltre ad un trattato di amicizia con la Gran loggia femminile d'Italia.
Negli anni del suo mandato, il Gran maestro ha rinunciato ad attingere al fondo di sua esclusiva competenza, preferendo lasciare nella disponibilità della comunione i quarantamila Euro annui che lo costituiscono; questo ha contribuito in parte a risanare il bilancio della comunione, che alla fine del 2007 era in forte passivo dopo l'acquisto di alcuni immobili, ed è servito inoltre per donazioni di emergenza, per le zone colpite da calamità naturali. Termina il suo mandato nel dicembre del 2013

### La gran maestranza Binni
Il 14 dicembre 2013 è stato eletto come Sovrano Gran Commendatore Gran Maestro, per il triennio 2013-2016, il bolognese Antonio Binni, avvocato civilista.
Il mandato nasce nel segno della continuità con il Gran Maestro precedente, cercando di dare seguito ai tanti rapporti internazionali e completare la strada intrapresa sulla riorganizzazione interna. Il 17 dicembre 2016 viene confermato dalla Grande Assemblea mista dell'Ordine e del Rito alla guida della comunione per il triennio 2017-2019. A seguito della elezione di 31 nuovi membri nel Supremo Consiglio (15 effettivi e 16 aggiunti) promossa dal Sacro Collegio il giorno successivo alla tornata elettorale del dicembre 2016, alcuni membri dello stesso Supremo Consiglio, dopo aver contestato le nuove nomine per presunte irregolarità formali, hanno adito la Giustizia civile per poi fondare una nuova associazione massonica (l’Ordine Massonico Tradizionale), generando un contenzioso con scambio di reciproche accuse di irregolarità. Tale contenzioso ha dato luogo a diverse pronunce, talune favorevoli a chi quella delibera ha assunto, altre favorevoli alle tesi dei membri fuoriusciti, senza tuttavia pregiudicare l’assetto di governo che da allora si è succeduto. Nessuno di tali provvedimenti giudiziari è comunque definitivo e per tutti pende giudizio di appello.

### La gran maestranza Romoli
Il 30 novembre 2019 viene eletto Sovrano Gran Commendatore Gran Maestro, per il triennio 2020-2022, il commercialista romano Luciano Romoli, col 93% dei voti espressi dalla Grande Assemblea mista Rito/Ordine. Nel novembre 2022 è stato confermato, sempre a larghissima maggioranza, alla guida dell'Obbedienza per il quinquennio 2023-2027.

## L'iniziazione delle donne
Come evidenziato, la Gran Loggia D'Italia è una delle poche comunioni massoniche che ammette l'iniziazione delle donne, considerate a livello iniziatico ed amministrativo al pari degli uomini. La tradizione massonica che si ispira a quella inglese, non ammette invece la possibilità alle donne di essere iniziate o di iniziare.
L'ingresso delle donne nella Gran Loggia D'Italia, è stata sancita definitivamente nel 1955, ma la prima donna iniziata compare già nel 1921 a Firenze: infatti, dagli archivi della Gran Loggia infatti in questo anno risulta iniziata, in una loggia fiorentina, una donna di nome Noemi Truci Ruspantini, il 14 marzo 1949 viene iniziata a Milano Maya Mazzoni Buonanni, il primo gennaio 1955 risultano iniziate altre due donne, una a Roma e l'altra a Catania.
Sarà però nel 1956 che verranno costituite due logge totalmente femminili aderenti alla Gran Loggia D'Italia, in seguito le donne saranno molte e non vi sono ulteriori dettagli negli archivi, se non i dati statistici, che vedono intorno al 35% la presenza femminile nella Gran Loggia D'Italia.

## Membri notabili

Il principe Antonio De Curtis, in arte Totò, massone della Gran loggia di piazza del Gesù

La Gran Loggia d'Italia degli ALAM ha annoverato fra i suoi membri, personaggi illustri del mondo dell'arte, dello spettacolo e della finanza, come il fumettista Hugo Pratt, creatore di Corto Maltese, il musicista Gorni Kramer, gli attori Gino Cervi, Carlo Dapporto, Paolo Stoppa, Aldo Fabrizi ed Antonio de Curtis (meglio noto come Totò), lo scrittore Curzio Malaparte e il poeta e scrittore Gabriele D'Annunzio, che fu elevato al 33º grado del Rito scozzese antico e accettato nel 1921. È legata alla Gran Loggia d'Italia anche la Regina di Giordania Zein al-Sharaf Talal (1916-1994), madre del Re Hussein di Giordania, alla quale venne conferito il 33º ed ultimo grado da Giovanni Ghinazzi.

## Cronologia dei Gran Maestri
La cronologia dei Gran Maestri della Gran Loggia dalla fondazione ad oggi.
| Nome                  | Periodo                         | Note |
| --------------------- | ------------------------------- | --- |
| Saverio Fera          | 1910 - 1915                     | Considerato a tutti gli effetti il fondatore della comunione, dopo la scissione con il Grande Oriente. |
| Leonardo Ricciardi    | 1915 - 1918                     | |
| William Burguess      | 1918 - 1919                     | |
| Raul Vittorio Palermi | 1919 - 1925                     | Sospende i lavori, e dichiara disciolta la comunione a causa delle leggi fasciste. |
| Carlo De Cantellis    | 1944 - 1946                     | Ad interim dopo la riapertura dei lavori. |
| Pietro Di Giunta      | 1946 - 1947                     | |
| Attilio Prodram       | 1947 - 1948                     | |
| Giulio Cesare Terzani | 1948 - 1949                     | |
| Ernesto Villa         | 1949 - 1951                     | |
| Ermanno Gatto         | 1951 - 1955                     | |
| Tito Ceccherini       | 1955 - 1961                     | Dimissionario, ritira poi le dimissioni, ne seguirà una scissione. Durante il suo mandato viene definitivamente aperta la comunione alle donne. |
| Giovanni Ghinazzi     | 1962 - 1986                     | Bologna, 9 luglio 1915 – 14 novembre 1986) è stato un aviatore italiano ed una delle figure più rappresentative della Gran Loggia d'Italia degli Alam, fu alla guida di questa obbedienza massonica per 24 anni, dal 1962 al 1986. |
| Mario Bogliolo        | 1986 - 1987                     | Ad interim, per circa 4 mesi. |
| Renzo Canova          | 1987 - 1996                     | Dopo la fine del suo mandato, esce e fonda una nuova comunione, il Supremo Consiglio d’Italia e San Marino. |
| Franco Franchi        | 1996 - 2001                     | Si tratta di un medico e professore universitario, e non del noto attore. Fu il promotore della rivista "Officinae", organo interno della comunione. |
| Luigi Danesin         | dicembre 2001 - 27 maggio 2007  | |
| Luigi Pruneti         | 1 dicembre 2007 - dicembre 2013 | Durante il suo primo mandato, vengono limitati alcuni poteri, fino a quel giorno ad appannaggio dei Gran Maestri, stipula molti trattati con comunioni estere, ed apre la comunione all'esterno. Dopo l'elezione del suo successore, per un secondo mandato, a seguito di varie vicende, viene prima sospeso, e poi espulso dall'obbedienza, ed inizia l'iter massonico per la fondazione di una nuova comunione massonica. |
| Antonio Binni         | 14 dicembre 2013 - 2019         | |
| Luciano Romoli        | 30 novembre 2019 - in carica    | |